# Mbéni
Mbéni est une ville de l'union des Comores située sur la côte nord-est de l'île de Grande Comore, à 75 km de la capitale Moroni. Chef-lieu de la préfecture de Hamahamet-Mboinkou, sa population est estimée à 7 893 habitants (2013).

## Géographie
Mbéni est située à environ 75 km de Moroni, capitale des Comores, sur la côte nord-est de l'île de Grande Comore. Elle est également le chef-lieu de la préfecture de Hamahamet-Mboinkou.
La ville est divisée en deux grands quartiers : le quartier d'En-bas, où vivent la majorité des habitants et où se situe la mosquée centrale, et le quartier d'En-haut. Ces quartiers sont eux-mêmes divisés en 36 sous-quartiers.

## Histoire
La ville de Mbéni est fondée au XVe siècle par le sultan Inyehele (dont le nom signifie littéralement « enfant des vagues »), à la place d'une ancienne forêt. C'est lui qui en édifie la première mosquée, près de laquelle il est enterré. Cette dernière, qui porte son nom, sera détruite en 1986 lors des travaux d'agrandissement de la mosquée centrale. 
Surnommée « Mbéni minara » (la « ville aux minarets ») par les Grands-Comoriens depuis la deuxième moitié du XIXe siècle, elle fut longtemps considérée comme l'un des plus importants centres islamiques des Comores. 
En 1975, des habitants de la ville s'opposent au nouveau régime révolutionnaire et dressent des barricades aux frontières d'Hamahamet. Ali Soilih, alors chargé de la défense du nouveau gouvernement, se rend sur place avec un contingent de militaires le 2 septembre 1975. Une fusillade a alors lieu, faisant 5 morts et plusieurs blessés graves parmi les habitants. Cinq jours plus tard, Ali Soilih, accompagnés de mercenaires étrangers et de soldats comoriens, impose un blocus à la ville, empêchant les habitants de s'approvisionner en nourriture en plein ramadan. 

## Population et société
La population de la ville était estimée à 7 893 habitants en 2013.
Comme dans d'autres villes de Grande Comore, la société est dominée par des lignées matrilinéaires, qui sont au nombre de six à Mbéni : 
- Hinya Mnamwando
- Mitsongomani
- Hinya-Hitse
- Hamamadju
- Umiyo
- Mdambwani

Les trois premières lignées (Hinya Mnamwando, Mitsongomani et Hinya-Hitse) sont à la tête du pouvoir coutumier (mila na ntsi). Elles possédaient dans le passé plusieurs villages inféodés (itreya) qui fournissaient de la main-d’œuvre, voire des esclaves, au sultan. 
Le clan Mdambwani est quant à lui composé de théologiens et de lettrés, et a pour cette raison le monopole du sermon du vendredi.  

## Politique
Le droit coutumier est très présent dans la vie sociopolitique de Mbéni. Plusieurs places publiques servent ainsi d'espaces d'expression et de pouvoir : 
- La place Mgamidji, créée au XVe siècle par lnyehele (sultan et fondateur de la ville). C'est le principal lieu d'assemblée et de pouvoir de la cité. Les hommes s'y retrouvent pour débattre de religion et de politique. Les femmes en sont exclues. Les « enfants de la cité » (wanamdji) peuvent y participer, mais n'ont pas le droit à la parole.
- La place Itsaleni est l'endroit où se réunissent les « hommes accomplis » (wandru wadzima). Ils y discutent surtout de politique extérieure. C'est là que les délégations étrangères sont reçues par les « sages » (wazee).
- Les places Bwana Hadji et Ivogo sont les lieux de décision des quartiers d'En-haut et d'En-bas respectivement. Seuls les « enfants de la cité » (wanamdji) peuvent y siéger.
- La place Banu Israël (« place des enfants d'Israël »), qui date des années 1950-1960, fut créée par les nobles de la ville, en particulier le clan Mitsongomani. Les membres doivent tous êtres nobles (issus des grandes lignées) pour pouvoir y participer. Les affaires quotidiennes de la ville y sont abordées.

## Religion

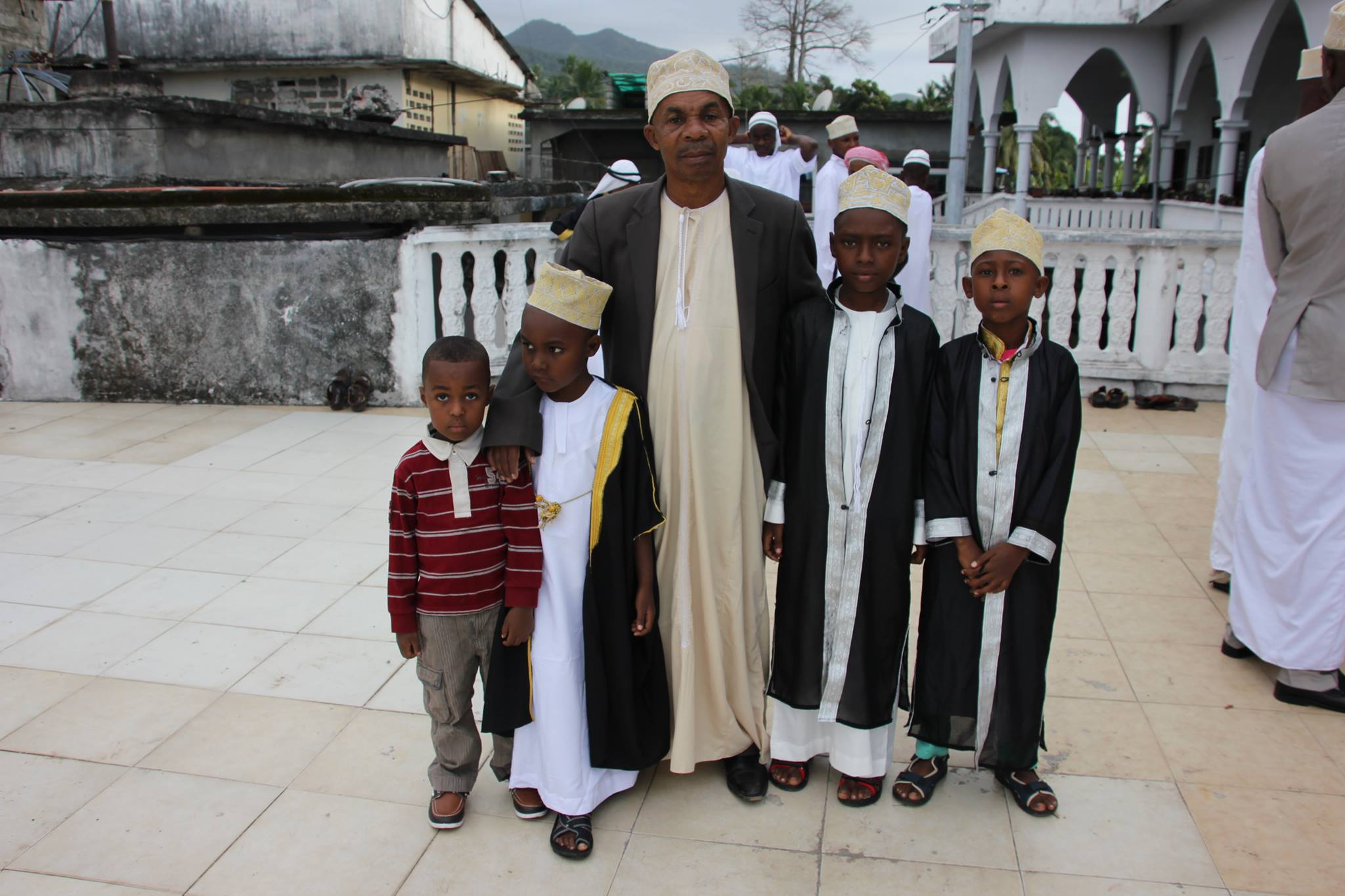
Un homme et ses enfants devant la grande mosquée de Mbéni.

L'islam est la religion dominante à Mbéni, qui est surnommée la « ville aux minarets » (« Mbéni minara »). Elle abrite ainsi 26 mosquées, et plusieurs écoles coraniques qui accueillent des élèves venant de toute la Grande Comore.

## Personnalités liées
- Mohamed Taki Abdoulkarim (1936-1996), homme politique comorien né à Mbéni
- Mohamed Ali Soilihi (1950-), homme politique comorien né à Mbéni
- Rohff (1977-), rappeur franco-comorien y ayant passé les premières années de sa vie
- TLF (1981-), rappeur français y ayant passé son enfance